# Svatá brána

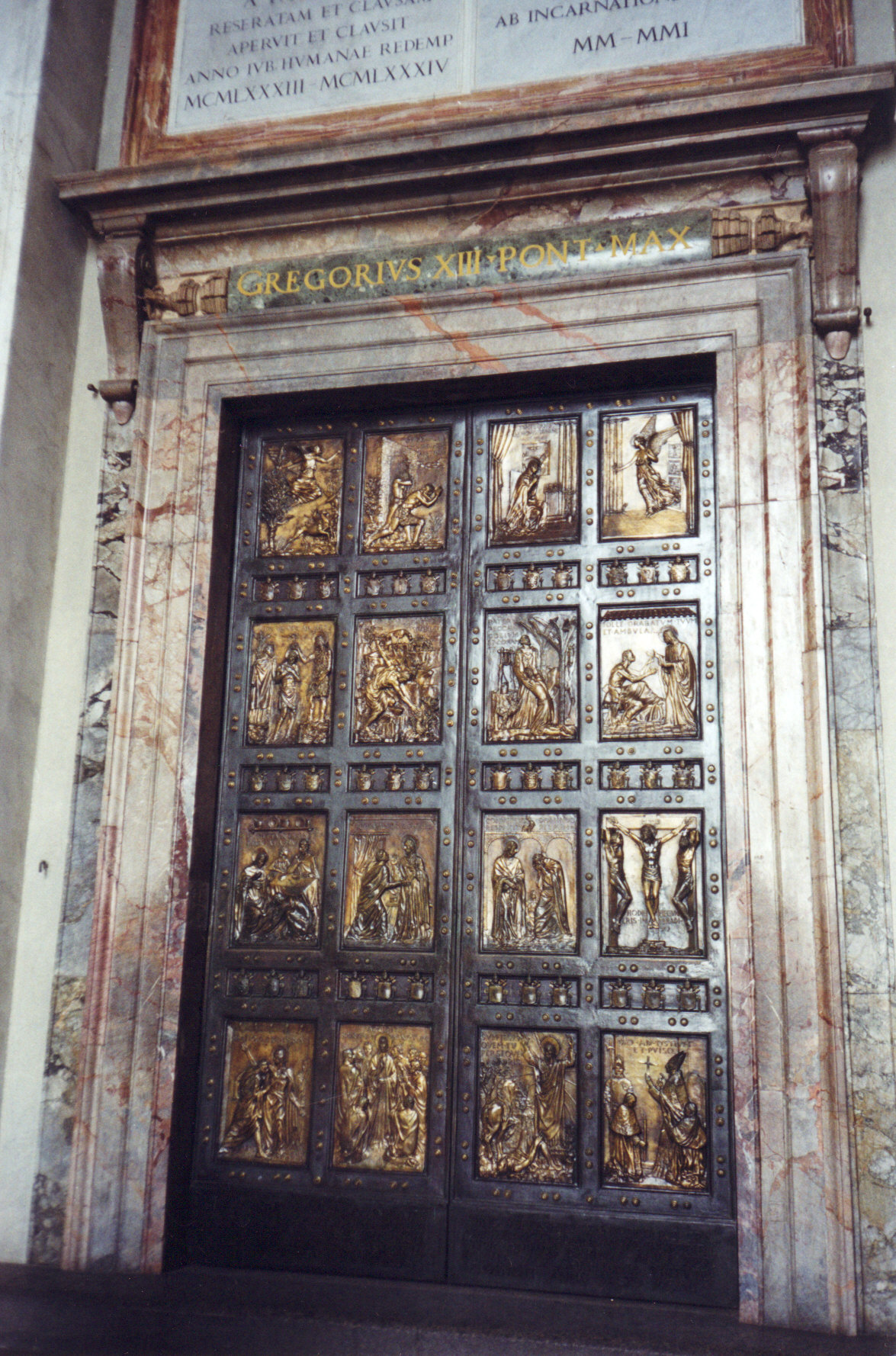
Dveře Svaté brány (La Porta santa) v bazilice sv. Petra v Římě od Vica Consortiho

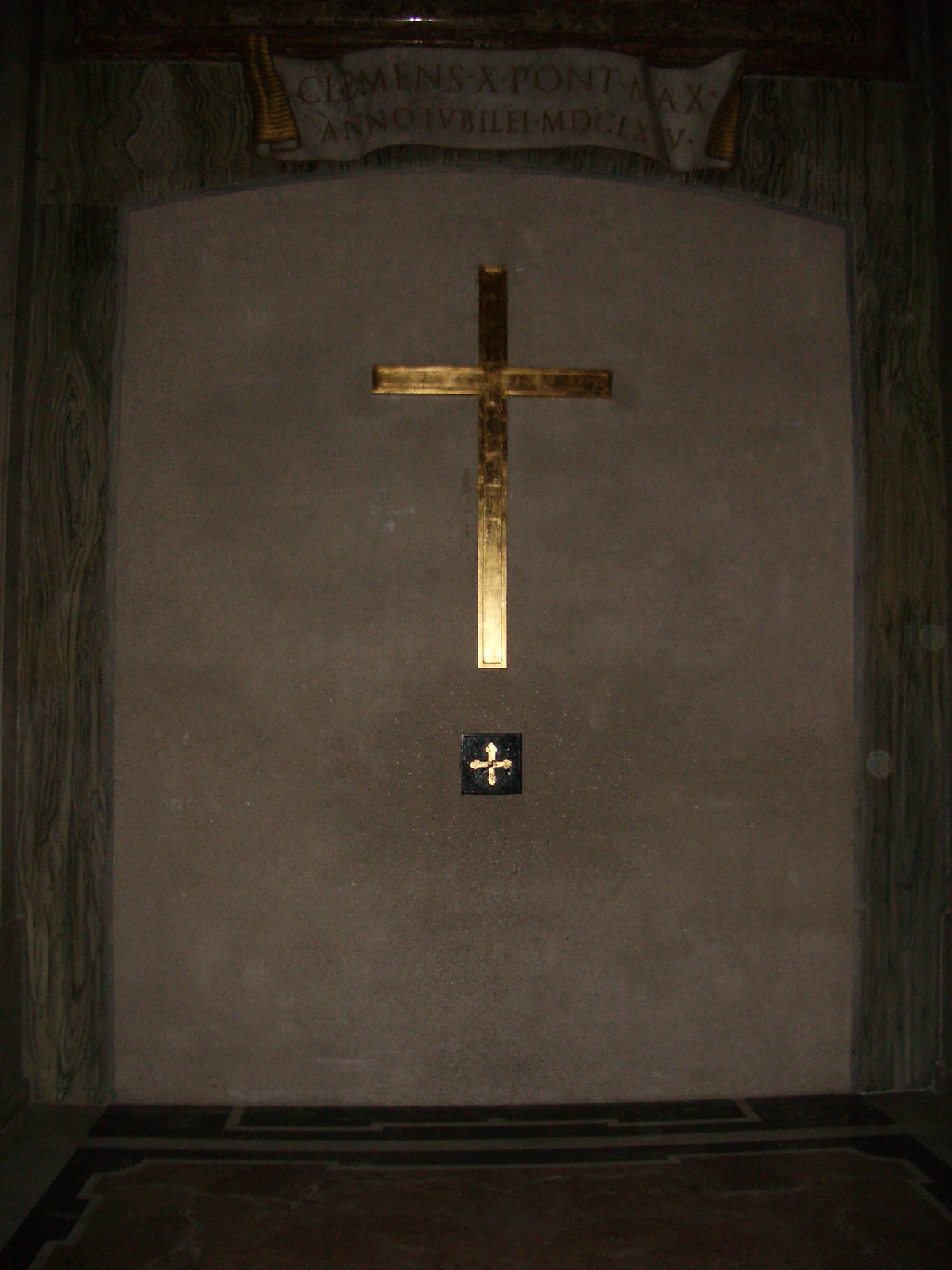
Pohled v interiéru v římské bazilice sv. Petra na zazděnou Svatou bránu

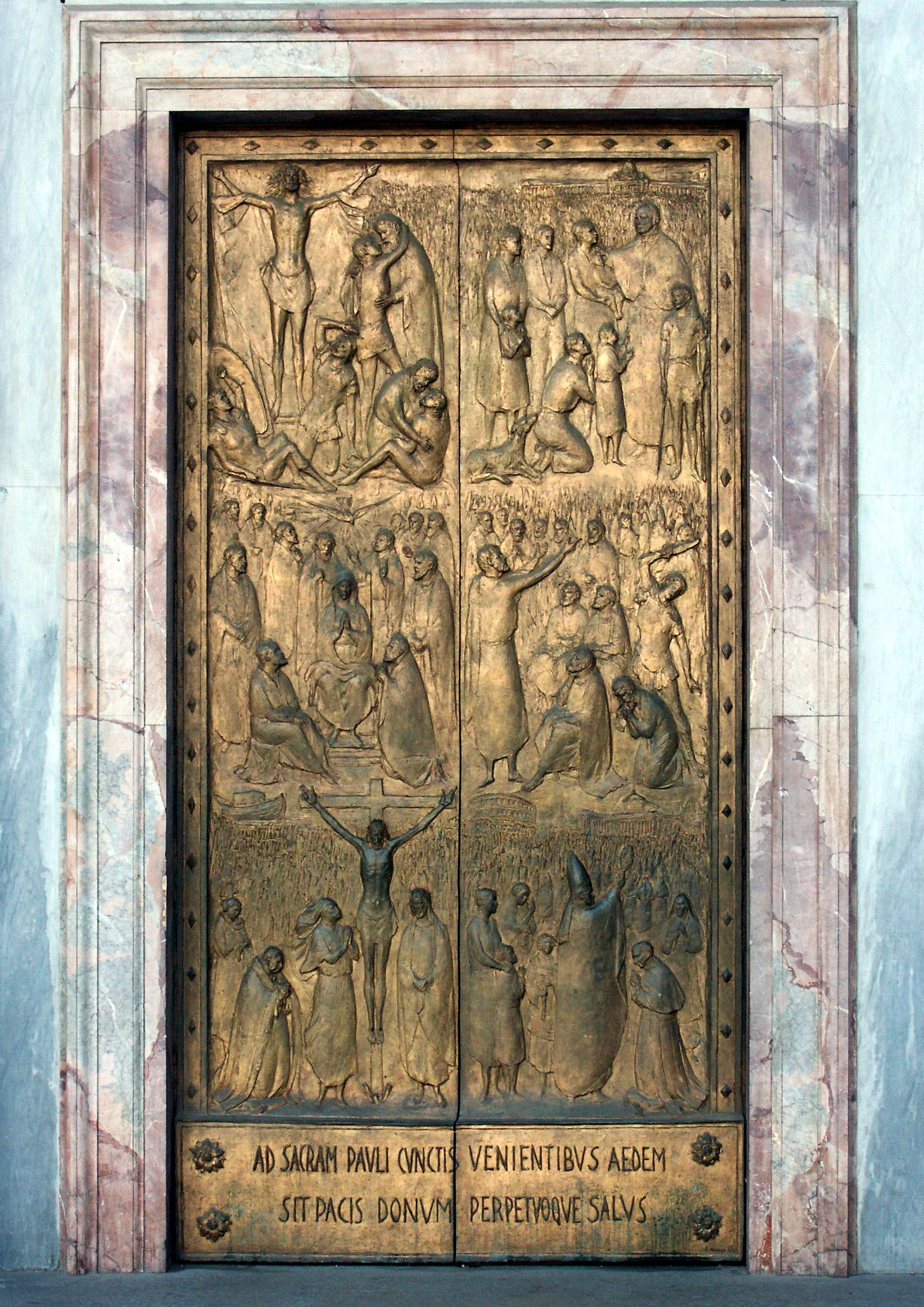
Dveře Svaté brány v bazilice sv. Pavla za hradbami od Enrica Manfriniho

Svatá brána jsou původně dveře ve čtyřech římských bazilikách, které jsou zazděny, a které se otevírají pouze v době Svatého roku (Jubilejního roku). Kdo projde Svatou branou, může získat, po splnění stanovených podmínek, odpustky.

## Otevření Svaté brány
Obřad zahájení Svatého roku se děje právě otevřením Svaté brány. Obřad otevírání Svaté brány symbolicky vyjadřuje myšlenku, že během jubilejního roku jsou věřící na „mimořádné cestě“ ke spáse.
Oficiální zahájení Svatého roku se koná s otevřením Svaté brány římské baziliky svatého Petra. Svaté brány dalších bazilik jsou otevřeny v následujících dnech. V minulosti byly brány částečně vybourány před vlastním zahájením Svatého roku, takže papež kladívkem rozbil pouze slabou vrstvičku malty a dělníci pak odstranili zbytek zdiva. U příležitosti Svatého roku 2000 nicméně papež Jan Pavel II. zjednodušil rituál, takže zdivo bylo již odstraněno a zůstaly pouze uzavřené dveře, které papež při obřadu otevřel zatlačením. Svaté dveře jsou během Svatého roku otevřené (s výjimkou noci) až do konce Svatého roku, kdy jsou pak znovu zazděny. Papež František u příležitosti mimořádného Svatého roku Božího milosrdenství udělil biskupům místních církvi svolení, že mohou otevřít Svaté brány také ve svých diecézích.
| Bazilika | Jméno                                             | Svatá brána | Autor brány              |
| -------- | ------------------------------------------------- | ----------- | ------------------------ |
|          | Svatého Petra San Pietro                          |             | sochař Vico Consorti     |
|          | Svatého Jana v Lateránu San Giovanni in Laterano  |             | sochař Floriano Bodini   |
|          | Panny Marie Sněžné Santa Maria Maggiore           |             | sochař Luigi Enzo Mattei |
|          | Svatého Pavla za hradbami San Paolo Fuori le Mura |             | sochař Enrico Manfrini   |

## Jiné Svaté brány
Existují také další trvalé Svaté brány v bazilikách mimo Řím, kterým papež udělil možnost získání odpustků. V těchto bazilikách se každoročně konají oslavy podobné těm z období během papežského jubilea. V roce 2015 v souvislosti s mimořádným Svatým rokem byly ustanoveny dočasné (po dobu jednoho roku) Svaté brány po celém světě.
V indickém Novém Dillí byla otevřena Svatá brána v katedrále Nejsvětějšího Srdce až 12. prosince 2015, což bylo způsobeno, oproti původnímu plánu otevřít ji na slavnost Neposkrněného početí Panny Marie (8. prosince), posunem o čtyři dny později, protože v Indii ten den není svátek.
| Bazilika | Místo                                                       | Svatá brána |
| -------- | ----------------------------------------------------------- | ----------- |
|          | Cattedrale di Santiago di Compostela Santiago de Compostela |             |
|          | Basilica di Santa Maria di Collemaggio L'Aquila             |             |
|          | Basilica di Santa Maria Assunta Atri                        |             |
|          | Cathedral-Basilica of Notre-Dame de Québec Québec           |             |

## Svaté brány vČesku
Podle ustanovení papeže Františka, aby v jednotlivých diecézích byly ve Svatém roce Božího milosrdenství 2015 otevřeny Svaté brány, biskupové jednotlivých diecézí české a moravské církevní provincie určili ve svých diecézích kostely, které budou mít během roku Svatou bránu. Česká biskupská konference poté zveřejnila seznam Svatých bran milosrdenství v Česku. K získání odpustků při projití Svatou branou je třeba splnit stanovené podmínky, které zveřejnila mj. i Česká biskupská konference.